# Kirsten Sehnbruch
Kirsten Sehnbruch (15 de marzo de 1970, Oberhausen, Alemania) es Profesora Asociada del Instituto de Políticas Públicas de la Universidad Diego Portales y Directora del Centre for New Development Thinking. También es profesora asociada visitante de la London School of Economics. Es reconocida por su trabajo sobre la calidad del empleo en países de ingresos medios y políticas públicas en Chile.

## Biografía
Sehnbruch nació en Oberhausen, Alemania, pero fue criada en Londres (donde estudió en el Colegio Alemán de Londres), y en Kirchen, Alemania (donde completó su educación escolar en el Gymnasium Am Löhrtor).
Posteriormente, Sehnbruch estudió Lenguajes Modernos y Medievales en el Jesus College, de la Universidad de Cambridge. Durante sus estudios de pregrado, trabajó como auditora para Price Waterhouse en Buenos Aires, donde tuvo su primera experiencia directa con temáticas de desarrollo en América Latina. Después de graduarse de la Universidad de Cambridge, trabajó como "equity analyst" para la división Asset Managment de Goldman Sachs en Londres. A su vez, consiguió su membresía como asociada del Institute of Investment Management and Research (IIMR), el equivalente al North American Chartered Financial Analyst (CFA) en Inglaterra.
En 1997, trabajó en Bruselas para la Dirección General de Relaciones Exteriores de la Comisión Europea, donde participó en el equipo que negoció el Global Agreement y FTA con México. Ese mismo año regresó a la Universidad de Cambridge para comenzar sus estudios de postgrado (MPhil) en Estudios Latinoamericanos enfocados en economía y sociología, y de doctorado (PhD) en Ciencias Políticas y Sociales. Su tesis doctoral analizó la calidad del empleo en Chile, a partir de la cual escribió el libro The Chilean Labor Market: A Key to understanding Latin American Labor Markets, publicado por Palgrave Macmillan en 2006.
Tras terminar su doctorado (PhD), Sehnbruch trabajó como profesora e investigadora en la Universidad de California, Berkeley y la Universidad de Chile.

## Investigación
Ha trabajado especialmente en temáticas relacionadas con la calidad del empleo. Su trabajo argumenta que las condiciones laborales tales como las remuneraciones, la duración del empleo, el estatus ocupacional, la previsión social, y el acceso a la capacitación en el trabajo son en extremo importantes para el desarrollo de las capacidades individuales. Además, argumenta que estas condiciones son a menudo obviadas por los expertos en mercados laborales y quienes tienden a endocarse más en la cantidad de empleos disponibles (tasa de empleabilidad).  Influenciada por el trabajo de Amartya Sen y por el diseño de indicadores sobre desarrollo humano y pobreza multidimensional del Programa de la Naciones Unidas para el Desarrollo (PNUD), Sehnbruch argumenta que conceptualizar y medir la calidad del empleo, preferentemente por medio de indicadores compuestos, es esencial para enfocar las políticas públicas sobre calidad de empleo en países en desarrollo.
Por otro lado, Sehnbruch también ha trabajado y publicado sobre política chilena y sus políticas públicas. Su libro más reciente, coeditado Peter Siavelis (Wake Forest University), se titula Democratic Chile: The Politics and Policies of a Historic Coalition, 1990-2010. Este libro examina cómo el legado político-institucional del régimen militar moldeó el desarrollo de la política y las políticas públicas lideradas por la Concertación entre la transición a la democracia y el primer gobierno de Michelle Bachelet.
Desde 2011, y hasta 2016, Sehnbruch lidera el equipo de investigadores de la Universidad de Chile que participan en el proyecto NOPOOR, financiado por el Framework Programme (FP7) de la Comisión Europea.

## Nuevas Ideas para el Desarrollo
Sehnbruch es la directora y cofundadora del Centre for New Development Thinking en la Facultad de Economía y Negocios de la Universidad de Chile. Este centro de estudios, apodado Dev-Out por su consigna "Development out of the box" (En alusión a repensar la idea de desarrollo fuera de los márgenes clásicos), se estableció para cuestionar los alcances tradicionales a los problemas del subdesarrollo, los cuales constantemente descuidan ciertas áreas de política pública tales como la desigualdad, los mercados laborales, la sustentabilidad del medio ambiente y el desarrollo industrial. El descuido de estas áreas en particular han conducido a una desigualdad multidimensional que aun distingue a la región latinoamericana, y a la insostenibilidad de las estrategias de crecimiento sobre la base de recursos ambientales por el grave aumento de los problemas medioambientales.
Además, Sehnbruch fue decisiva en la coordinación de un significativo proyecto de investigación que fundó el Centro de Estudios para la Conflictividad Social y Cohesión (COES), establecido tanto en la Facultad de Economía y Negocios de la Universidad de Chile como en la Pontificia Universidad Católica de Chile. El COES desarrolla investigaciones multidisciplinarias en temáticas de conflictividad social y cohesión en Chile, para lo cual cuenta con una red aproximada de 50 investigadores nacionales de todas las disciplinas de las ciencias sociales, y el apoyo de una red de internacional de investigadores. Sehnbruch es miembro del directorio del COES, donde se enfoca específicamente en las relaciones internacionales del centro.

## Medios de Comunicación
Por muchos años, Sehnbruch escribió un blog para uno de los diarios más importantes de Chile, La Tercera. También ha escrito ocasionalmente para el semanario satírico The Clinic, el blog de ciencia política Monkey Cage del The Washington Post, Open Democracy, y el Inter-American Dialogue. A su vez, Sehnbruch es regularmente entrevistada sobre temáticas de desarrollo y política chilena por prensa nacional e internacional.

## Algunas publicaciones

### Artículos en Revistas Arbitradas
- Ocampo and Sehnbruch. 2015. "The Quality of Employment in the Development Literature". The International Labour Review, 154 (2), 165-170.
- Ramos, Sehnbruch and Weller. 2015. Quality of employment in Latin America: Theory and evidence. International Labour Review, 154(2), 171-194.
- Ruiz-Tagle and Sehnbruch. 2015. "The Quality of Employment in Chile". The International Labour Review, 154(2), 227-252.
- Sehnbruch et al. 2015. “Human Development and Decent Work: Why somo Concepts Succeed and Others Fail to Make an Impact”. Development and Change 46 (2), 197–224.
- Burchell et al. 2013. "The Quality of Employment and Decent Work: Definitions, Methodologies, and Ongoing Debates". Cambridge Journal of Economics (2014) 38 (2), 459–477.
- Sehnbruch. 2012. "Do the Poor Count? A Review". Social Forces 91.
- Sehnbruch. 2006. "Individual Savings Accounts or Unemployment Insurance?". International Social Security Review 1, 27–48.

### Libros
- Sehnbruch and Siavelis (Eds.). 2014. El balance: Política y políticas de la Concertación 1990-2010. Santiago: Catalonia.
- Sehnbruch and Siavelis (Eds.). 2013. Democratic Chile: The Politics and Policies of a Historic Coalition, 1990-2010. Lynne Rienner Publishers.
- Sehnbruch. 2006. The Chilean Labor Market: A Key to Understanding Latin American Labor Markets. New York and Basingstoke: Palgrave Macmillan.

### Capítulos de Libros
- Sehnbruch. 2014. "La calidad del empleo". En Transformaciones del Trabajo, Subjetividad e Identidades. Lecturas psicosociales desde Chile y América Latina. Editado por Antonio Stecher y Lorena Godoy. RIL editores.
- Sehnbruch and Siavelis. 2013. "Political and Economic Life under the Rainbow". In Democratic Chile: The Politics and Policies of a Historic Coalition, 1990-2010. Kirsten Sehnbruch y Peter Siavelis (Eds.). Lynne Rienner Publishing, 1-12.
- Borzutsky, Sanhueza and Sehnbruch. 2013. "Reducing Poverty: Real or Rhetorical Success?". In Democratic Chile: The Politics and Policies of a Historic Coalition, 1990-2010. Kirsten Sehnbruch and Peter Siavelis (Eds.). Lynne Rienner Publishing, 221-242.
- Contreras y Sehnbruch. 2013. "From Social Debt to Welfare State?". In Democratic Chile: The Politics and Policies of a Historic Coalition, 1990-2010. Kirsten Sehnbruch and Peter Siavelis (Eds.). Lynne Rienner Publishing, 243-262.
- Sehnbruch. 2013. "The Labour Market under the Concertación" In Democratic Chile: The Politics and Policies of a Historic Coalition, 1990-2010. Kirsten Sehnbruch and Peter Siavelis (Eds.). Lynne Rienner Publishing, 263-280.
- Sehnbruch and Siavelis. 2013. "The Future of the Rainbow Coalition" In Democratic Chile: The Politics and Policies of a Historic Coalition, 1990-2010. Kirsten Sehnbruch and Peter Siavelis (Eds.). Lynne Rienner Publishing, 305-330.
- Sehnbruch. 2013. "La calidad del empleo en Chile: Entre teoría y medición". In La Calidad del Empleo en América Latina. Stefano Farné (Ed.). Colombia: Universidad Externado de Colombia, 263–302.
- Sehnbruch. 2012. "Una metodología para medir la calidad del empleo en Chile". En ¿Qué significa el Trabajo Hoy? Cambios y Continuidades en una sociedad global. Ana Cardenas, Felipe Link y Joel Stillerman (Eds.). Santiago: Universidad Diego Portales/Organización Internacional del Trabajo, Catalonia, 57-70.
- Ruiz-Tagle y Sehnbruch. 2010. "Desigualdad y condiciones laborales: desafíos futuros del mercado laboral chileno". En Ideas para Chile: Aportes desde la Centro-Izquierda. Clarisa Hardy (ed.). Santiago: LOM Ediciones, (p.)
- Sehnbruch. 2010. "Unresolved Conflict within the Consensus: Bachelet's Inheritance of Labor and Employment Issues". In The Bachelet Government. Silvia Borzutzky and Gregory Weeks (eds.). Florida: University Press of Florida, p. 36-57.
- Sehnbruch. 2007. "From the Quantity to the Quality of Employment". In The Capability Approach in Human Development: Concepts, Applications and Measurement. Sabina Alkire, Flavio Comim and Mozaffar Qizilbash (eds.). Cambridge: Cambridge University Press, 561-596.